# Myripristis kochiensis
Myripristis kochiensis är en fiskart som beskrevs av Randall och Yamakawa, 1996. Myripristis kochiensis ingår i släktet Myripristis och familjen Holocentridae. Inga underarter finns listade i Catalogue of Life.